# Chryzejda
Chryzeida (gr. Χρυσηΐς Khrysēḯs, łac. Chryseis) – postać z mitologii greckiej, występuje w Iliadzie. Córka Chryzesa, kapłanka w świątyni Apollina w Troi, podczas wojny trojańskiej wzięta do niewoli i oddana Agamemnonowi. Na prośbę jej ojca Apollo zesłał na wojska Greków zarazę, chcąc zmusić ich w ten sposób do zwrócenia wolności brance. Została odprowadzona do ojca, ale jej uwolnienie stało się pośrednią przyczyną konfliktu między Agamemnonem a Achillesem i jego gniewu, o którym opowiada cały epos.